# رودولف آوستین
رودولف آوستین (انگلیسی: Rodolph Austin؛ زادهٔ ۱ ژوئن ۱۹۸۵) بازیکن فوتبال اهل جامائیکا است.
از باشگاه‌هایی که در آن بازی کرده‌است می‌توان به باشگاه فوتبال لیدز یونایتد، باشگاه فوتبال بروندبی، باشگاه فوتبال اسبیرگ، و باشگاه فوتبال بران اشاره کرد.
وی همچنین در تیم ملی فوتبال جامائیکا بازی کرده‌است.